# Uromys porculus
Uromys porculus  (Thomas, 1904) è un roditore della famiglia dei Muridi, endemico di Guadalcanal, Isole Salomone.

## Descrizione

### Dimensioni
Roditore di medie dimensioni, con lunghezza della testa e del corpo di 220 mm, la lunghezza della coda di 130 mm, la lunghezza del piede di 43 mm ela lunghezza delle orecchie di 19 mm.

### Aspetto
La pelliccia è ruvida. Le parti superiori sono marrone scuro, la testa è bruno-nerastra, i fianchi bruno-grigiastro scuro, mentre le parti ventrali sono giallo-crema, più chiare sul petto. Le orecchie sono molto piccole. Le zampe sono biancastre con il dorso grigio-brunastro, i piedi sono larghi e robusti. La coda è più corta della testa e del corpo, è uniformemente nera, priva di peli, relativamente liscia all'estremità e ricoperta da 13-14 anelli di scaglie per centimetro.

## Biologia

### Comportamento
È una specie terricola, talvolta si rifugia all'interno di grotte.

## Distribuzione e habitat
Questa specie è endemica dell'Isola di Guadalcanal, Isole Salomone.
Vive probabilmente nelle foreste tropicali di pianura.

## Conservazione
La IUCN Red List, considerato che non sono stati più osservati individui dal 1888 e non sono note informazioni fornite dai nativi, classifica M.porculus come specie in grave pericolo (CR). Sebbene Tim Flannery abbia riportato possibili avvistamenti di questa specie nel 1989, è da ritenersi probabilmente estinta.